# Olbia-Tempio (tỉnh)
Olbia-Tempio (tiếng Ý: Provincia di Olbia-Tempio, tiếng Sardegna: Provìntzia de Terranòa-Tèmpiu) là một tỉnh ở vùng tự trị Sardinia, Ý.
Lãnh thổ này bao gồm vùng lịch sử Gallura ("Gaddura"), bờ biển phía đông bắc của Sardinia ("Costa Smeralda"), và đảo La Maddalena ("A Madalena").
Đô thị lớn nhất trong tỉnh này là Olbia (dân số 45.366 theo điều tra dân số năm 2001), Tempio Pausania (13.992), Arzachena (12.080) an La Maddalena (11.369). Các đô thị nhỏ hơn gồm: Luras, Calangianus, Santa Teresa Gallura, Buddosò, Budoni, Oschiri, Palau, Berchidda và San Teodoro.
Trong thời Trung cổ, Gallura là một trong 4 "Giudicati".
Bản mẫu:Sardinia